# Be 8/8 TL
Pour un article plus général, voir Ligne M2 du métro de Lausanne.
Les rames Be 8/8 TL no 241 à 258 sont du matériel roulant sur pneumatiques basées sur le MP 89 CA du métro de Paris et exploitées sur la Ligne M2 du métro de Lausanne de la compagnie des transports publics de la région lausannoise.

## Histoire
Ces rames ont été construites pour exploiter la ligne de métro ayant succédé à celle du chemin de fer Lausanne − Ouchy, dit LO, reliant le port d'Ouchy situé à une altitude de 373 m à la station des Croisettes à Épalinges, à une altitude de 711 m.
La ligne étant marquée par de fortes déclivités allant jusqu'à 120 ‰ à la hauteur du pont de Saint-Martin et avec une pente de 57 ‰ en moyenne, le choix d'un système classique en adhérence n'est pas possible. La possibilité de construire une ligne à crémaillère n'est pas compatible avec une exploitation à haut niveau de densité à cause de la faible vitesse qu'elle permet aux trains. C'est pourquoi le système choisi est celui en usage dans le métro de Paris avec un système roulant sur pneumatiques. Ce sont les modèles MP 89 CA produits par le constructeur Alstom qui sont retenus et serviront de base pour construire les rames du M2. 15 exemplaires numérotés 241 à 255 sont produits en 2006 à Valenciennes en France pour l'exploitation de cette ligne.
Le 5 mai 2015, Alstom annonce avoir reçu une commande de trois rames supplémentaires du même type de la part des TL afin de pouvoir augmenter la capacité de la ligne m2. Cette commande portera donc le parc à 18 rames d'ici fin 2017. La première de ces nouvelles rames, strictement identiques aux autres, est livrée le 20 avril 2017, les deux autres sont livrées d'ici l'été 2017. En 2015, un projet de décret a été présenté au canton de Vaud pour l'acquisition des trois rames supplémentaires, en accordant aux TL une garantie de l’Etat de 36 200 000 francs suisses. En 2008, une rame avait coûté 8,4 millions euro, et en 2015, 10,9 millions euro. L’écart de 30 % s’explique par la répartition de frais fixes liés à la commande complémentaire limitée à une série de trois trains et le renchérissement intervenu en dix ans. Les autres frais sont le coût des pièces de réserve supplémentaires, ingénierie et expertise, essais, mise en service, homologation, maîtrise d’ouvrage, divers et imprévus.

## Caractéristiques
Les rames sont dotées de quatre bogies de deux essieux chacun. Chaque bogie dispose de son propre moteur d'une puissance de 314 kW, ce qui fait une puissance totale de 1 256 kW. Elles sont alimentées par un troisième rail sous une tension de 750 V à courant continu et peuvent atteindre une vitesse maximale de 60 km/h. L'empattement entre les bogies externes et internes est de 10 m et l'empattement entre les bogies internes des deux caisses est de 4,88 m.
Bien que les rames ressemblent à celles du MP 89 CA, leurs onduleurs émettent un son différent, semblable à celui du MP 05 parisien.
L'espace voyageurs est à classe unique. Chaque rame dispose de 24 sièges et 20 strapontins.
Ces rames sont pourvues d'un poste de pilotage automatique, si bien qu'il n'est pas nécessaire qu'un mécanicien pilote le train pour le service ordinaire. Néanmoins, un pupitre de commande manuel est disponible pour les opérations de manœuvre.

### Capacité des rames

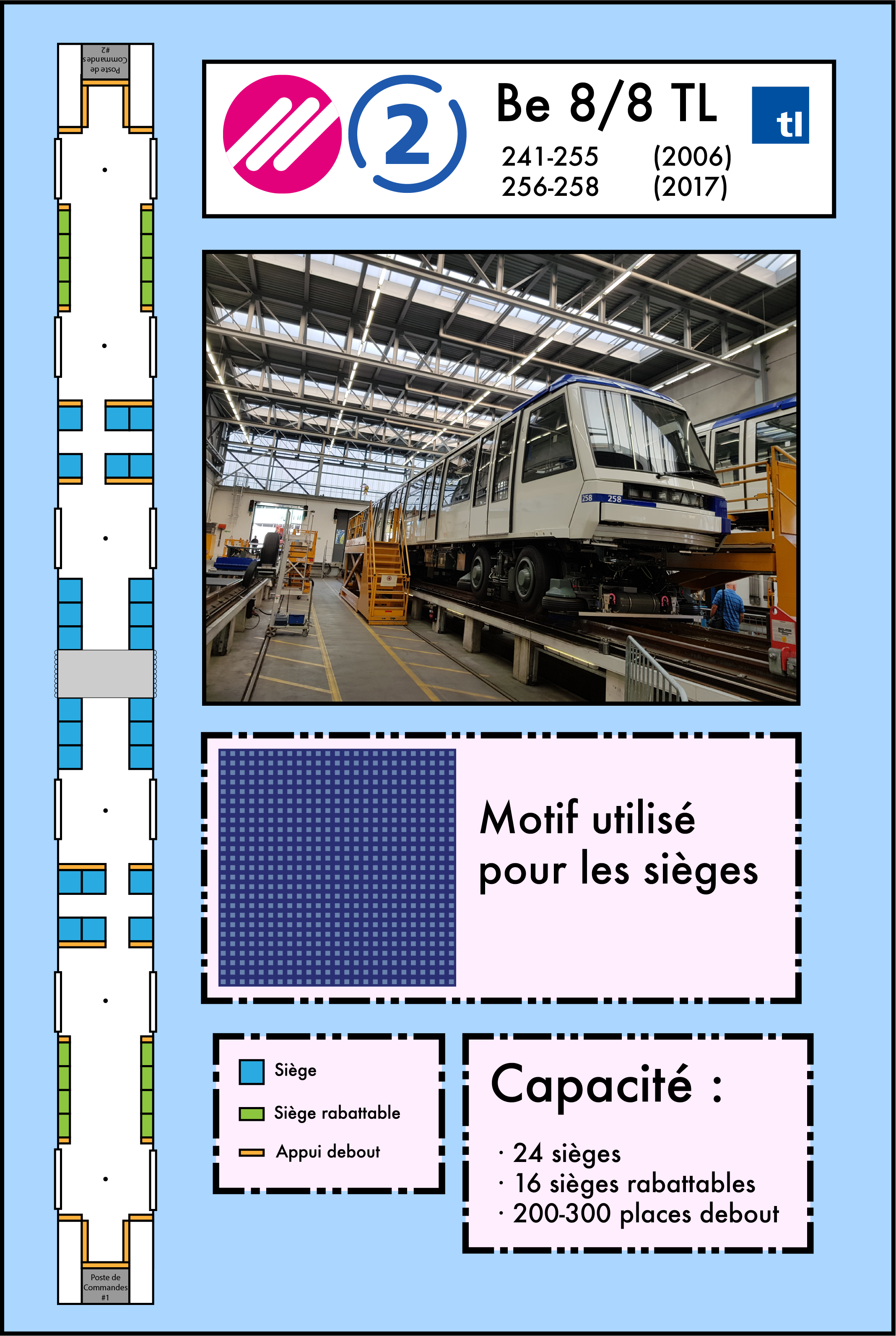
Plan de l'intérieur d'une Rame du M2

Chaque rame peut transporter jusqu'à 222 passagers en comptant les places assises et debout. Toutefois, cela dépend du nombre de personnes que l'on considère au mètre carré. Le tableau ci-dessous donne le nombre de personnes transportables en fonction de ce nombre.
|                 | Nombre de passagers/m2 | Passagers par rame |
| --------------- | ---------------------- | ------------------ |
| Charge nominale | 4 p/m2                 | 222                |
| Pleine charge   | 6 p/m2                 | 315                |
| Charge maximale | 8 p/m2 à 85 %          | 351                |

Pendant les vacances d'été 2013, les rames furent réaménagées avec un système de sièges rabattables pour augmenter le nombre de places.

## Exploitation
Le M2 transporte 51 000 passagers, lors de son premier jour d'exploitation, le 27 octobre 2008 et la charge maximale des 15 rames est de 40 000 à 45 000 passagers transportés par jour. Cela montre un problème de saturation dès la mise en service.
Lors d'un trajet de Ouchy à Croisettes et retour, chaque rame consomme une énergie de 150 kWh. En tout, 18 mois d'essais dynamiques sur site, représentant 100 000 heures de travail ainsi que 50 000 km de courses d'essai auront été nécessaires pour mettre sur pied l'exploitation de la ligne.

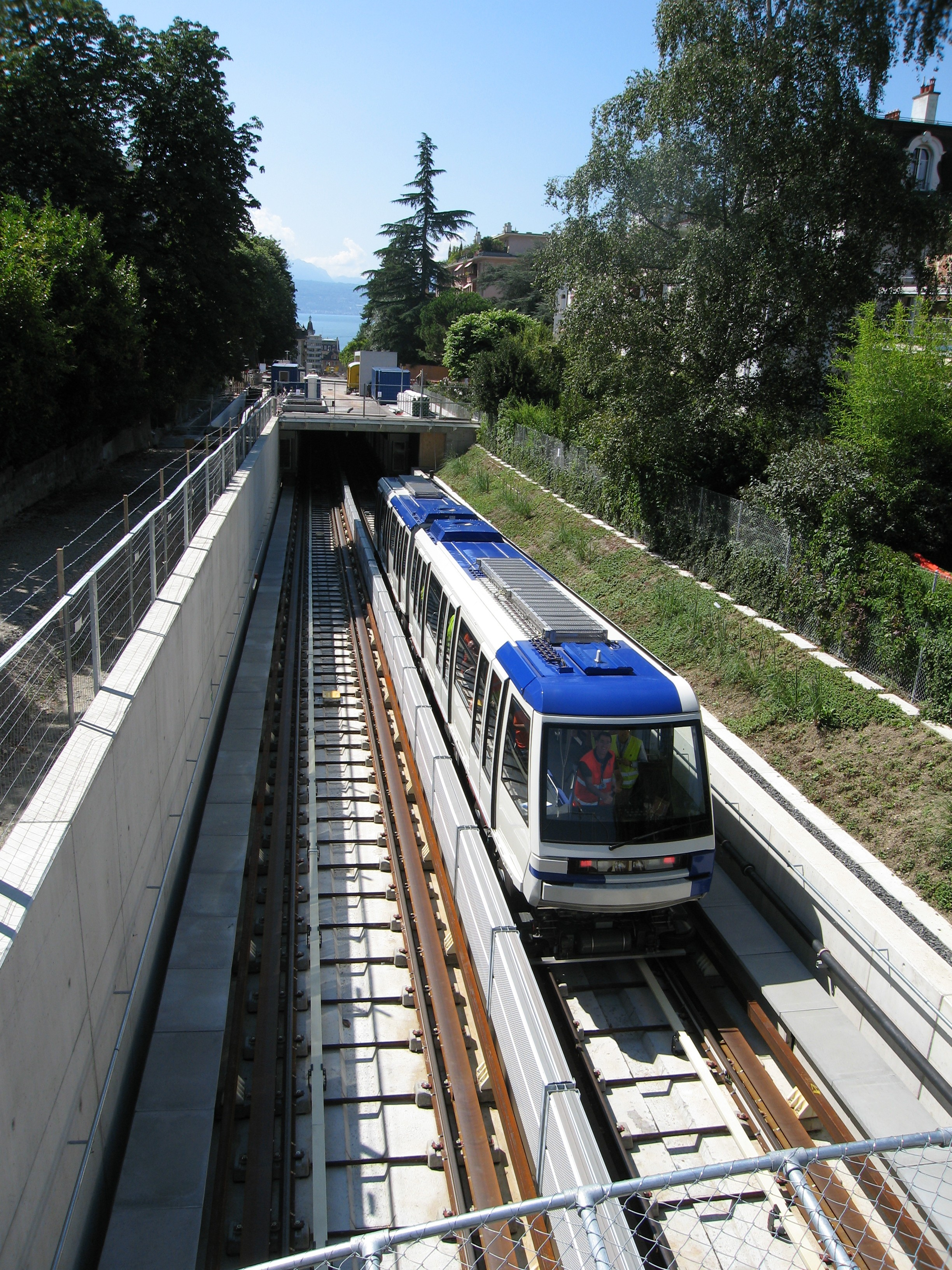
Premier passage d'une rame entre les stations de Grancy et Délices (24 août 2007).
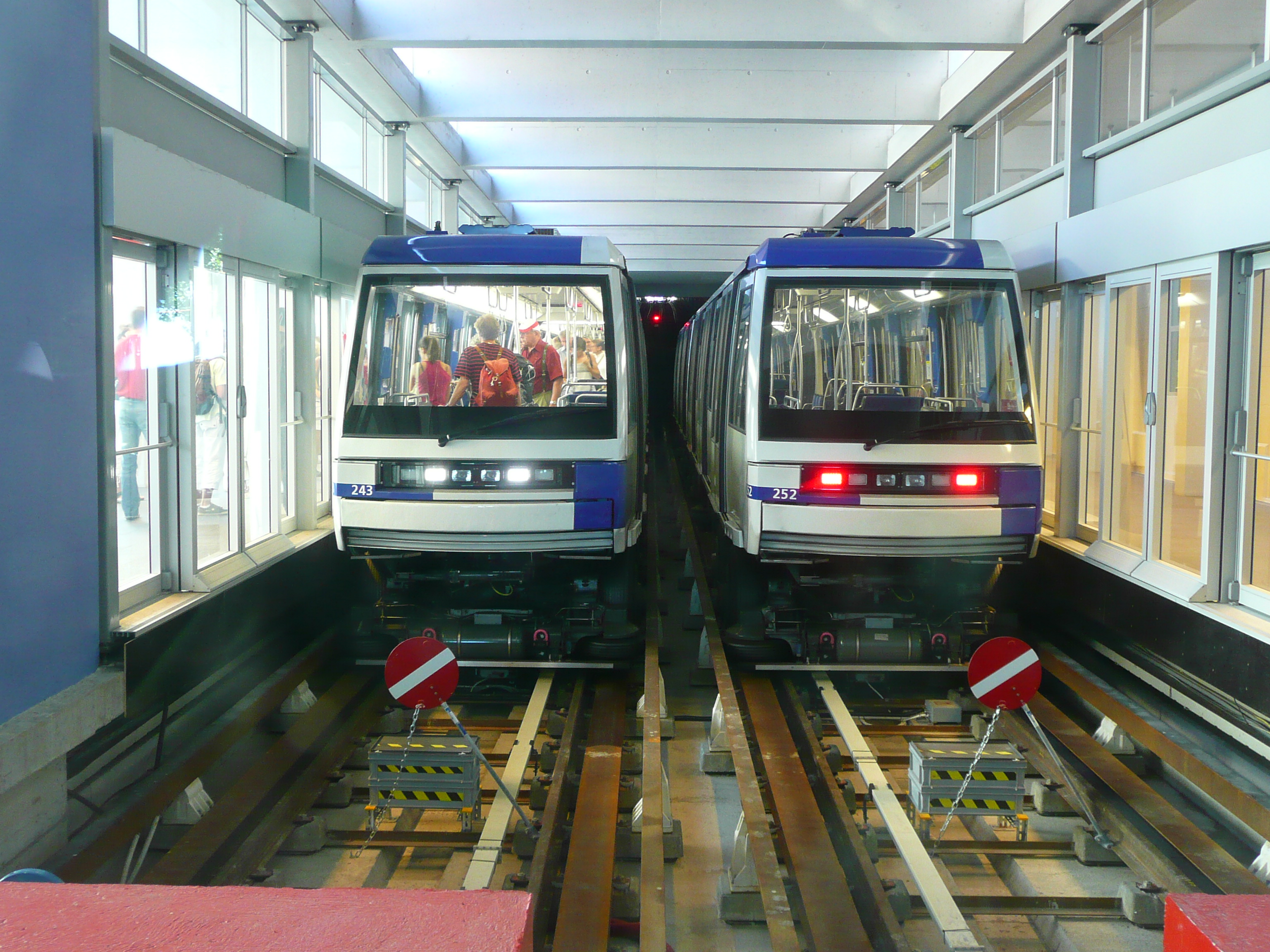
Rames nos 243 et 252 au terminus d'Ouchy.
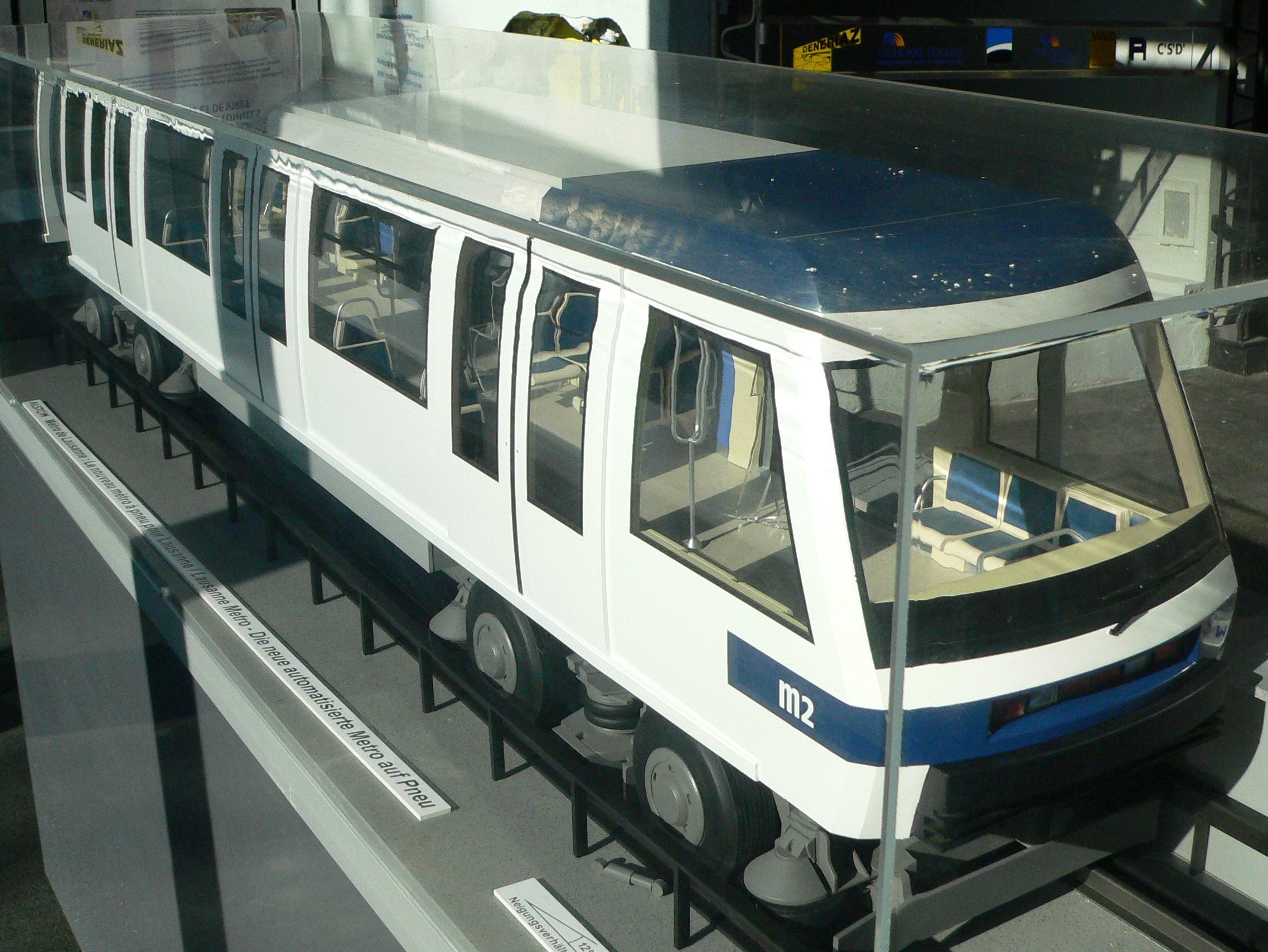
Maquette des rames Be 8/8 TL.
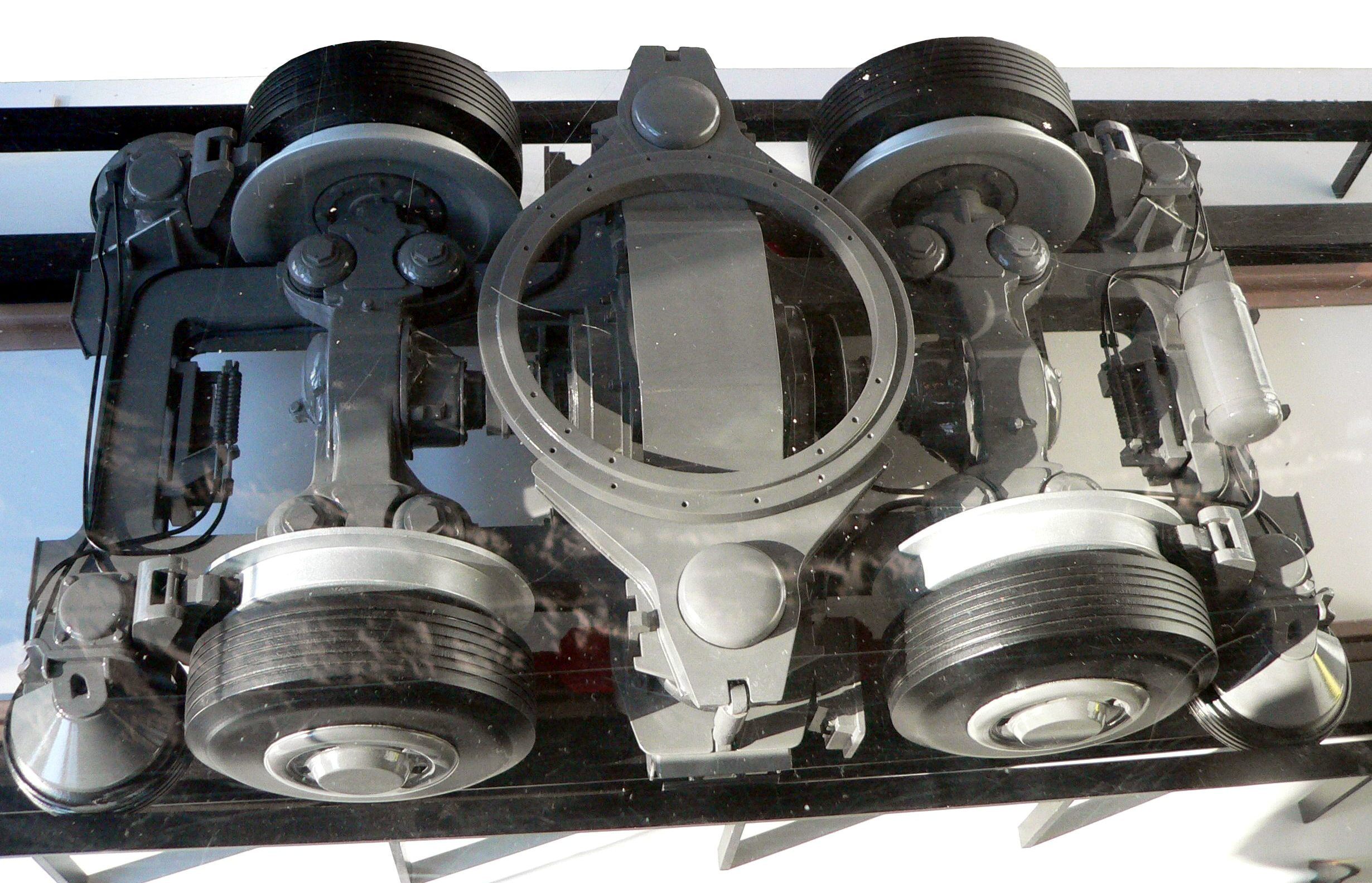
Maquette d'un bogie des rames Be 8/8 TL.